# Синицын, Игорь Петрович
И́горь Петро́вич Сини́цын (Лимбен; род. 6 марта 1953, Уссурийск, Приморский край, Россия) — украинский учёный и путешественник. Заведующий научного отдела Института программных систем Национальной академии наук Украины, доктор технических наук. Автор и телеведущий телевизионной передачи «Своими глазами» на украинском телевидении (5 Канал).

## Биография
Родился 6 марта 1953 года в Уссурийске (Приморский край) в семье военнослужащих. В 1976 году окончил факультет прикладной математики Киевского политехнического института.
В 1984—1985 годах работал в составе 29 Советской Антарктической экспедиции на должности инженера-программиста. Заведующий научного отдела Института программных систем Национальной академии наук Украины, доктор технических наук. Совладелец научно-исследовательского института автоматизированных компьютерных систем «Экотех». В 1990 году создал Научно-экспедиционный центр «Киев» при Географическом обществе Национальной академии наук Украины.

## Достижения как путешественника и спортсмена
Мастер спорта СССР по спортивному туризму, инструктор альпинизма, кандидат в мастера спорта СССР по скалолазанию и фехтованию. Основным увлечением является зимние путешествия, в том числе автономные путешествия. Опыт зимних путешествий свыше 40 лет. Им были открыты такие места, как: водопад «Киевский» и каньон Сказка в центральной части плато Путорана, п-ов Таймыр.
Как путешественник Игорь Синицын посетил свыше 50 стран мира. Является автором серии телевизионных телепередач «Своими глазами», которые посвящены путешествиям в различные уголки земного шара.

## Награды и звания
- Награждён почетным знаком Федерация спортивного туризма Украины «Почетный путешественник Украины».
- Лауреат телефестиваля «Открой Украину!»

## Фильмография
- Зимние Сказки Камчатки
- Африка
- Европа
- Перу
- Америка
- Азия
- Урал
- Канада
- Мальовныча Украина
- Широка страна Россия…
- Румынская сокровищница